# Композитен лък
Хунският лък е асиметричен сложно-съставен лък. Той се е появил в Централна Азия и е пренесен в Европа за пръв път от хуните.
Асиметричността позволява да се съчетят предимствата на големите размери и възможността да се употребява по време на езда. Долната по-къса част позволява да се премества лесно и бързо от двете страни на шията на коня, а горната, която е по-дълга, прави цялостната дължина по-голяма и съответно лъка по-далекобоен. Като резултат се получава по-мощен и далекобоен лък, отколкото на германските племена в Европа.
Основна конструктивна характеристика на лъковете от хунски тип е застъпващата се снадка на двете рамена, за разлика от исторически по-късната (и в конструктивно отношение по-съвършена) V-образна снадка, появила се през IX в. в Средна Азия.
На снимката се вижда съвременна реплика на хунски лък със закачена тетива, който има дължина 125 cm, а без тетива 132 cm.